# Michaela McManus
Michaela McManus (Warwick, Rhode Island; 20 de mayo de 1983) es una actriz estadounidense, conocida por su interpretación de Lindsey Strauss en la serie One Tree Hill y como Kim Greylek en Law & Order: Special Victims Unit y por protagonizar, en 2016, Love finds you in Valentine (Encuentra el amor en Valentine).

## Biografía
McManus, hija de James "Jim" y Patricia McManus de Warwick, y sobrina de Mary McManus, una monja, se graduó de la Universidad de Fordham, asistió a NYU antes de dejarlo para seguir una carrera en Los Ángeles. En 2008, se unió al elenco de One Tree Hill durante su quinta temporada, interpretando el interés amoroso de Lucas Scott (Chad Michael Murray), Lindsey Strauss.
Después de completar su trabajo en One Tree Hill, tuvo un papel de invitada en CSI: NY, en su quinta temporada. Después, anunció que se uniría al elenco de Law & Order: Special Victims Unit como la Asistente del Fiscal Kim Greylek, comenzando en el estreno de su décima temporada. Fue "sacada" de la serie en el episodio "Lead", en que Alexandra Cabot regresó. Sin embargo, McManus continuó siendo acreditada en los títulos durante el resto de la temporada. Luego se confirmó por los productores que McManus no regresaría al programa. Desde entonces, ha tenido papeles en Castle, CSI: Miami, The Vampire Diaries, Hawaii Five-0 y otras películas y/o programas de televisión.

## Filmografía

### Cine
| Año  | Título                      | Personaje           | Notas                        |
| ---- | --------------------------- | ------------------- | ---------------------------- |
| 2006 | Cosa Bella                  | Esposa de Bartender | Corto                        |
| 2006 | The Beautiful Lie           |                     | Corto                        |
| 2007 | I Graduated, But...         |                     | Corto                        |
| 2009 | You Don't Have to Love Me   | Novia               | Corto                        |
| 2011 | About Fifty                 | Alix                |                              |
| 2011 | Café                        | Mujer de cine       | Video                        |
| 2012 | Funeral Kings               | Patricia Gilmour    |                              |
| 2015 | Into the Grizzly Maze       | Kaley               | Conocida como: "Red Machine" |
| 2016 | Love Finds You in Valentine | Kennedy Blaine      |                              |
| 2020 | The Block Island Sound      | Audry               |                              |

### Televisión
| Año             | Título                            | Personaje                 | Notas                                                                                     |
| --------------- | --------------------------------- | ------------------------- | ----------------------------------------------------------------------------------------- |
| 2008            | One Tree Hill                     | Lindsey Strauss           | Recurrente. 17 episodios                                                                  |
| 2008            | CSI: NY                           | Susan Montgomery          | "Turbulence"                                                                              |
| 2008–2009       | Law & Order: Special Victims Unit | A.D.A. Kim Greylek        | Principal. 13 episodios                                                                   |
| 2009            | Castle                            | Scarlett Price            | "Love Me Dead"                                                                            |
| 2009            | CSI: Miami                        | Caroline Berston          | "Kill Clause"                                                                             |
| 2010            | Nomads                            | Donna                     | Película de televisión                                                                    |
| 2011            | The Vampire Diaries               | Jules                     | Recurrente. 6 episodios                                                                   |
| 2011            | Hawaii Five-0                     | D.A. Roberts              | "E Malama"                                                                                |
| 2012            | Awake                             | Tara                      | Principal. 3 episodios                                                                    |
| 2012–2013       | Necessary Roughness               | Noelle Sarris             | Episodios: "A Load of Bull", "All the King's Horses", "Regret Me Not", "There's the Door" |
| 2013            | CSI: Crime Scene Investigation    | Kelly Nivens              | "Dead of the Class"                                                                       |
| 2015            | Aquarius                          | Grace Karn                | Regular. 11 episodios                                                                     |
| 2017–2018, 2022 | SEAL Team                         | Alana Hayes               | Recurrente. 10 episodios                                                                  |
| 2017–2019       | The Orville                       | Teleya / Ten. Janel Tyler | 3 episodios                                                                               |
| 2018            | The Magicians                     | Callie                    | "Will you play with me?"                                                                  |
| 2019            | The Village                       | Sarah                     | Principal                                                                                 |
| 2021            | You                               | Natalie Engler            | 2 episodios                                                                               |